# Aetanthus coriaceus
Aetanthus coriaceus là một loài thực vật có hoa trong họ Loranthaceae. Loài này được Pacz. mô tả khoa học đầu tiên năm 1911.